# Epomophorus gambianus
Epomophorus gambianus hay dơi quả ngù vai Gambia là một loài động vật có vú trong họ Dơi quạ, bộ Dơi. Loài này được Ogilby mô tả năm 1835.

## Hình ảnh

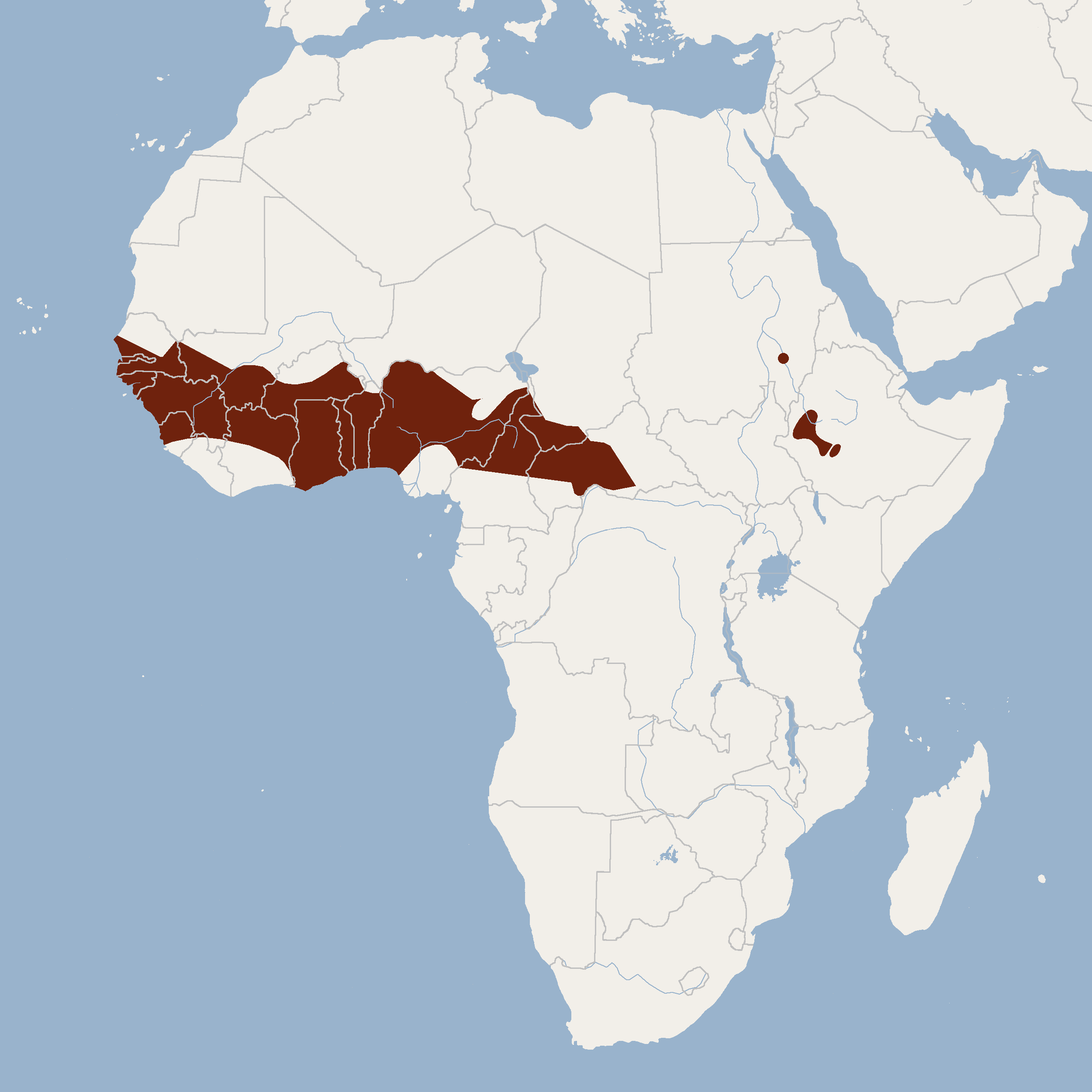
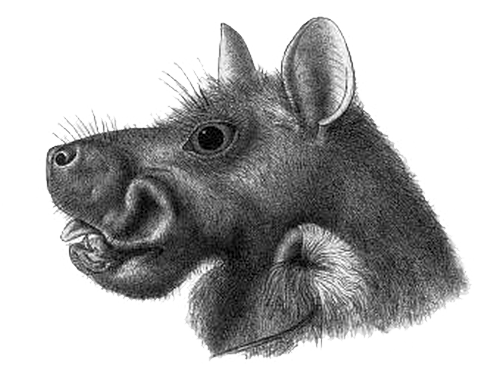